# Neobisioidea
Super-famille
Les Neobisioidea sont une super-famille de pseudoscorpions.

## Distribution
Les espèces de cette super-famille se rencontrent en Europe, en Amérique, en Asie, en Océanie et en Afrique .

## Liste des familles
Selon Pseudoscorpions of the World (version 3.0) :
- Bochicidae Chamberlin, 1930
- Gymnobisiidae Beier, 1947
- Hyidae Chamberlin, 1930
- Ideoroncidae Chamberlin, 1930
- Neobisiidae Chamberlin, 1930
- Parahyidae Harvey, 1992
- Syarinidae Chamberlin, 1930

## Publication originale
- Chamberlin, 1930 : A synoptic classification of the false scorpions or chela-spinners, with a report on a cosmopolitan collection of the same. Part II. The Diplosphyronida (Arachnida-Chelonethida). Annals and Magazine of Natural History, sér. 10, vol. 5, p. 1-48 & 585-620.